# Крихітне веселе Різдво (Доктор Хаус)
«Крихітне веселе Різдво» (англ. Merry Little Christmas)  — десята серія третього сезону американського телесеріалу «Доктор Хаус». Прем'єра епізоду проходила на каналі FOX 12 грудня 2006. Доктор Хаус і його команда мають врятувати дівчину карлика, яка насправді не є карликом.

## Сюжет
Приходячи до лікарні Хаус застає Віслона і Тріттер у своєму кабінеті. Він дізнається, що Вілсон розказав детективу про підроблені рецепти. Також Тріттер запропонував Хаусу угоду: якщо той визнає, що наркозалежний, то його помістять на два місяці в реабілітаційний центр. Якщо ні, то Хауса посадять у в'язницю. Через принципи Хаус відмовляється від такої угоди і Тріттер дає йому три дні на роздуми. Хаус йде до Кадді по пігулки і застає її разом з пацієнтами. Кадді оглядає дівчину, яка прийшла разом з мамою, і у якої стався колапс легенів від невідомої причини. Хаус вирішує взяти цю справу. Він ознайомлює команду: у дівчини метафізарна хондродисплазією (вроджена хвороба від якої людина майже не росте, тобто карлик), недавно у неї стався колапс легенів і анемія. Кемерон думає, що у дівчинки підірвана імунна система через вроджену хворобу. Кадді робила пробу на туберкульоз, але вона виявилась негативною. Проте пригнічена імунна система могла не помітити хвороби. Хаус наказує зробити сканування з галієм.
Сканування не виявило туберкульозу, але на знімку Хаус помітив, що печінка відмовляє. Він дає розпорядження зробити ультразвук печінки. Проте Кадді дізнається про угоду яку запропонував Тріттер і відстороняє Хауса від справи. Також вона відмовляється давати йому вікодин. Тепер Кадді лікує дівчинку і наказує зробити МРТ легенів, так як думає, що у неї рак легенів. МРТ не виявляє раку, але після сканування у Ебігейл (пацієнтки) починається блювати через варикозну кровотечу, тобто, як казав Хаус, й неї відмовляє печінка. Форман вирішує зробити біопсію печінки, через версію Кемерон про цироз, а Чейз пошукати наркотики чи алкоголь. Біопсія не виявила цирозу, тому Форман вирішує звернутися до Хауса. Той каже йому, що проблема глобальна і потрібно зосередитись на підшлунковій. Кадді дізнається, що Форман потайки розмовляв з Хаусом. Вона також повідомляє йому, що аналіз який він замовив, щоб перевірити підшлункову, нормальний. Кадді наказує зробити ЕРХПГ, щоб виключити рак жовчних протоків. Перед процедурою Ебігейл непритомніє і, по показникам, Форман розуміє, що у неї відмовляє підшлункова.
Кадді вирішує піти додому Хауса і запитати у нього поради. Проте Хаус відмовляється допомагати, якщо не отримує вікодин. Кадді разом з Вілсоном і командою намагаються самі поставити вірний діагноз. Вілсон вважає, що у дівчинки поперекова лімфома, а Кемерон вовчак. Кадді наказує перевірити лімфому і почати лікування від вовчака. Лімфому не знайдено і Кемерон йде до Хауса. Вона помічає, що він порізав собі руку, щоб "переключити" біль з ноги на руку. Обробивши рану йому рану Хаус розповідає Кемерон, що, скоріш за все, у Ебігейл хвороба Стіла. Лікування небезпечне, а виявити хворобу дуже складно. Проте Кадді все ж наважується розпочати лікування. Ебігейл стає набагато краще і Вілсон повідомляє Тріттер, що не буде свідчити в суді проти Хауса. Він каже йому: "Хай який він гад, а за статистикою Хаус позитивна сила у всесвіті". Проте через біль Хаус викрадає знеболювальне для мертвого пацієнта Вілсона. Згодом у Ебігейл починається блювання з кров'ю, пульс підвищується, тиск падає, невдовзі може статися поліорганна недостатність.
Кадді вирішує дати Хаусу вікодин в замін на допомогу, але Хаус вже випив крадені пігулки. Розмовляючи з дівчинкою в кафе він розуміє, що хвороба приховувалась. Він каже Кадді, що потрібно зробити рентген ноги. Хаус пояснює Кадді і Вілсону, що дівчинка не карлик. Тест на метафізарну хондродисплазію робили лише матері, у дівчинки просто не вистачає гормону росту. А хвора вона на лангергансоклітинний гістоцитоз. Хаус розповідає новину Ебігейл і її мамі, проте дівчинка згодна на лікування хвороби, але не згодна пити гормони росту. Після бесіди з Хаусом, мама переконує її приймати гормони.
Ввечері Вілсон заходить до квартири Хауса і бачить його на підлозі з калюжею блювоти. Хаус вирішує погодитись на угоду Тріттера, але той каже: "з часом наркомати тупішають". Він виявив, що Хаус поцупив пігулки і тепер має більше доказів, щоб посадити Хауса.